# 마녀상점 리오픈
《마녀상점 리오픈》은 2023년 7월 28일 왓챠에 1회 선공개 후 8월 2일부터 방영 중인 웹드라마이다.

## 기획 의도
꿈 없이 소심하고 무기력했던 지호가 폐점 위기에 놓인 마녀상점의 주인인 흑마녀 이해나를 만나 상점을 살리기 위해 고군분투하며 벌어지는 이야기

## 제작진

### 제작사
- 밤부네트워크

### 연출
- 정성빈

### 극본
- 안세화

## 등장 인물
- 예린 : 이해나 역
- 용희 : 한지호 역
- 권아름 : 유은하 역
- 김예림 : 여우리 역
- 서준 : 우상하 역